# آر. دي. روب
آر. دي. روب (بالإنجليزية: R. D. Robb)‏ هو ممثل أمريكي، ولد في 31 مارس 1972 بفيلادلفيا في الولايات المتحدة.

## أعمال

### أفلام
- (1996) ماتيلدا[2]
- (2001) إجاصة دون

## وصلات خارجية
- آر. دي. روب على موقع IMDb (الإنجليزية)
- آر. دي. روب على موقع قاعدة بيانات الفيلم (الإنجليزية)
- آر. دي. روب على موقع كينوبويسك (الروسية)